# تینیپیتیگاما
تینیپیتیگاما (به لاتین: Tinipitigama) یک منطقهٔ مسکونی در سری‌لانکا است که در استان مرکزی (سری‌لانکا) واقع شده‌است.